# 欧仁·德拉克罗瓦
歐仁·德拉克羅瓦（法語：Eugène Delacroix，法語發音：[øʒɛn dəlakʁwa]，1798年4月26日—1863年8月13日）是法國著名浪漫主义畫家。

## 生平
1798年4月26日出生於法國马恩河谷省，曾師從法國古典主義畫派畫家皮埃尔-纳西斯·介朗學習繪畫，但卻非常欣賞荷蘭畫家彼得·保羅·魯本斯的強烈色彩的繪畫，並受到同時代畫家傑利柯的影響，熱心發展色彩的作用，成為浪漫主義畫派的典型代表。他的畫作對後期崛起的印象派畫家和梵高的畫風有很大的影響。他1830年的著名畫作《自由引导人民》影響了浪漫主義作家維克多·雨果，30年後寫成著名的文學作品《悲慘世界》(1862)。該文學作品是對德拉克羅瓦畫作的呼應。這幅畫曾被印入法國政府發行的100法郎的鈔票和1980年的郵票上。據說印象派畫家從他的作品《十字軍進入君士坦丁堡》前景的女人背部色彩運用上得益不少。他初期的作品《希阿島的屠殺》曾被古典主義畫家安托萬-讓·格羅驚呼為是：「藝術的屠殺！」他曾經為波蘭音樂家蕭邦畫了著名的畫像。他訪問過阿爾及利亞和非洲，創作了大量異國風情的作品，甚至潛入伊斯蘭教徒的後室畫出《阿爾及利亞女人》。
德拉克羅瓦於1863年8月13日在巴黎去世，埋葬於拉雪茲神父公墓，留下一部記有對色彩學深入研究的德拉克羅瓦日記。
德拉克羅瓦是法國人民的驕傲，他的大部分作品被保存在巴黎羅浮宮，羅浮宮專為保存他的作品闢出好幾間展室。

## 畫作

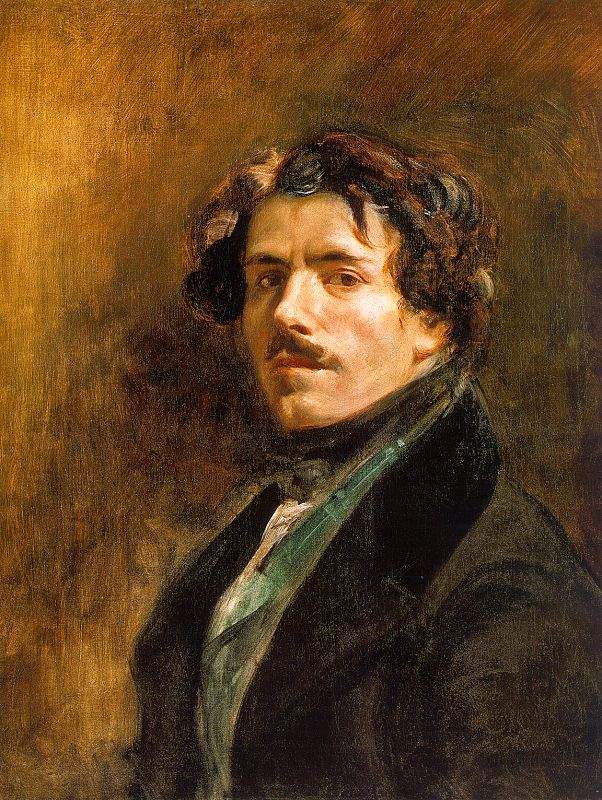
自畫像(1837年、羅浮宮美術館所藏) "Autoportrait au gilet vert"
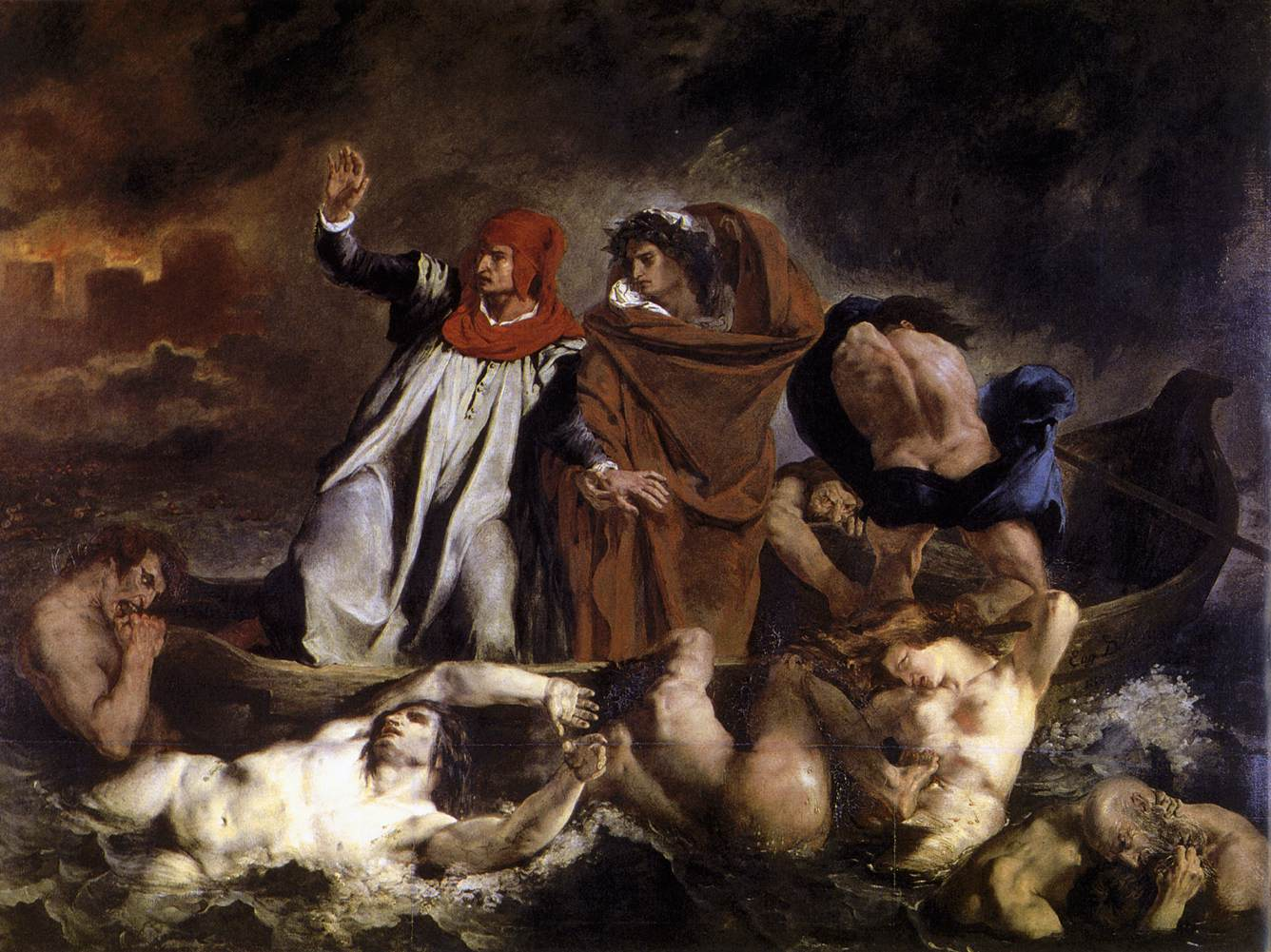
但丁和維吉爾共渡冥河（1822年、羅浮宮美術館所藏） "La Barque de Dante"
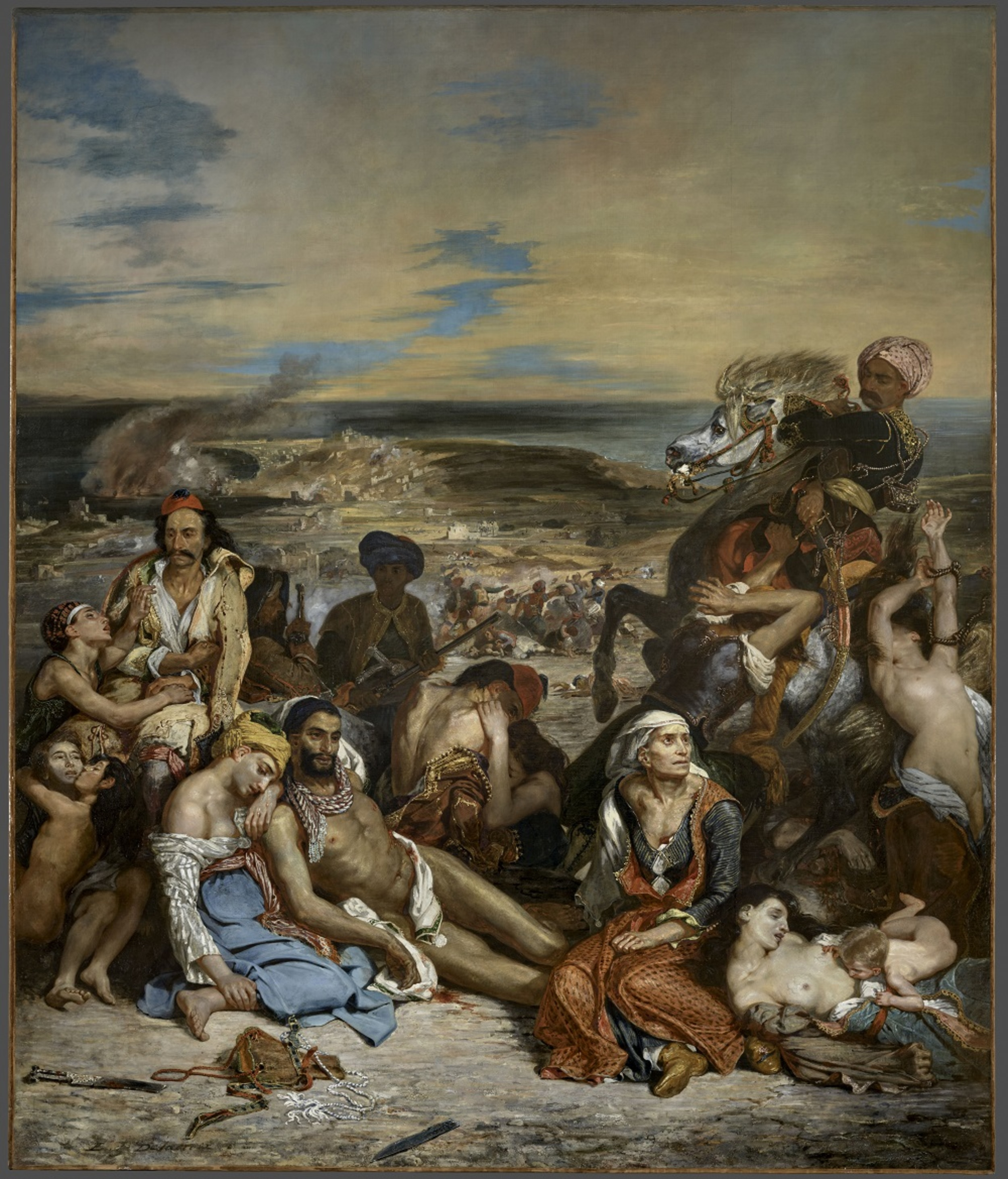
希阿島的屠殺（1823-24年、羅浮宮美術館所藏） "Scène des massacres de Scio"
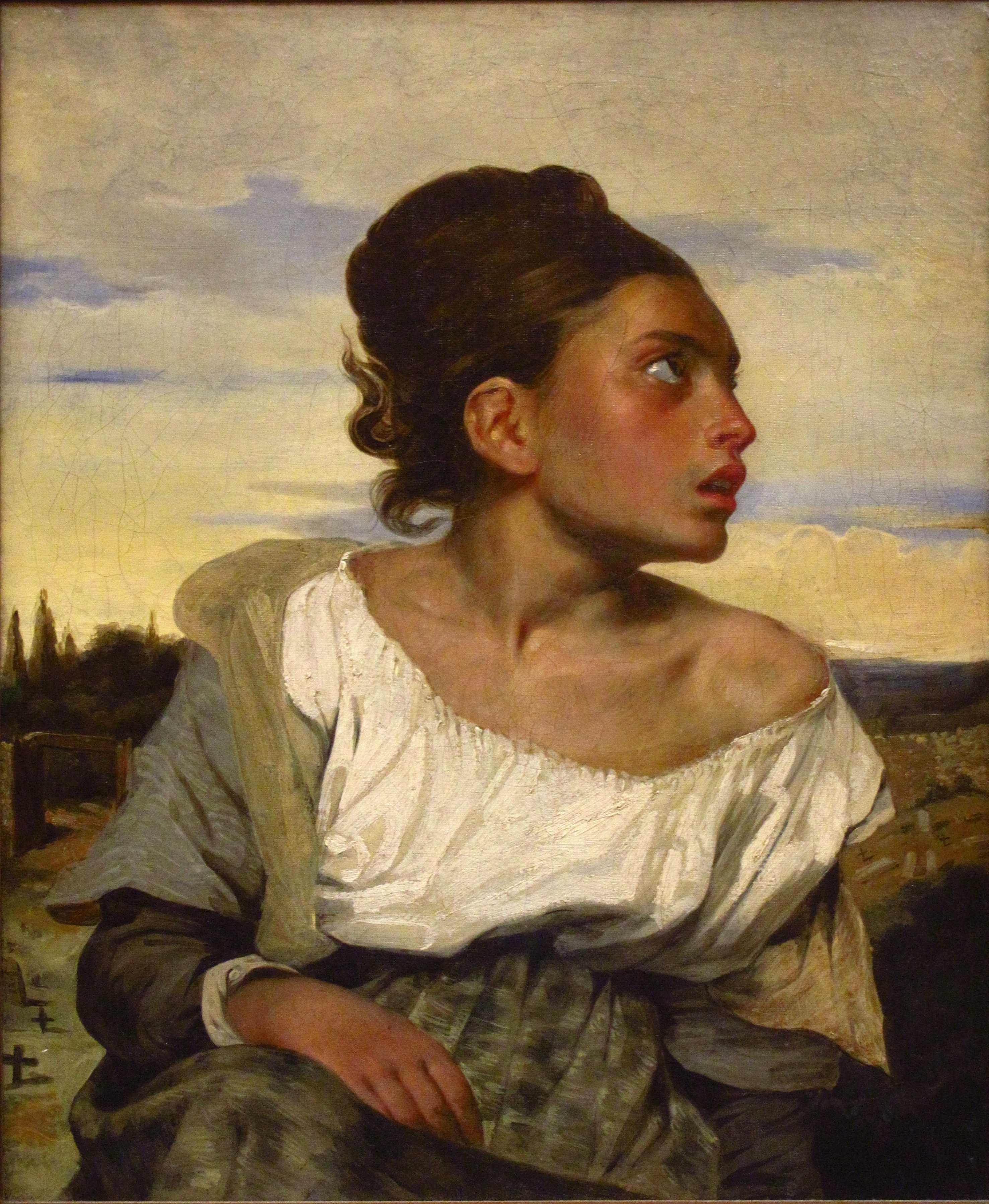
墓地的少女（1824年、羅浮宮美術館所藏） "Jeune orpheline au cimetière"
在希腊邁索隆吉翁的廢墟上（1826年、波爾多美術館所藏） "La Grèce sur les ruines de Missolonghi"
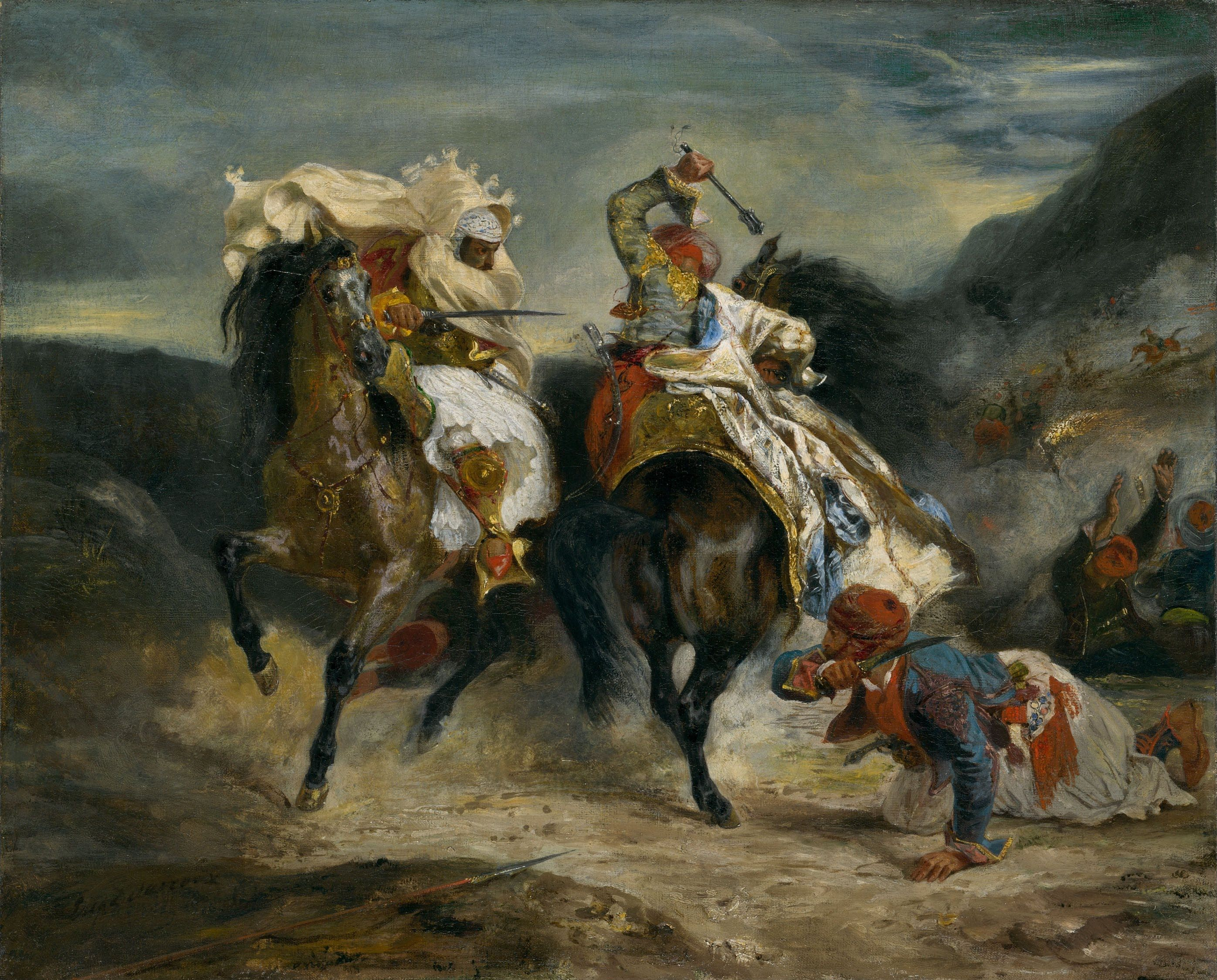
異端者和哈桑的戰爭（1826年、芝加哥美術館所藏） "Combat de Giaour et Hassan"
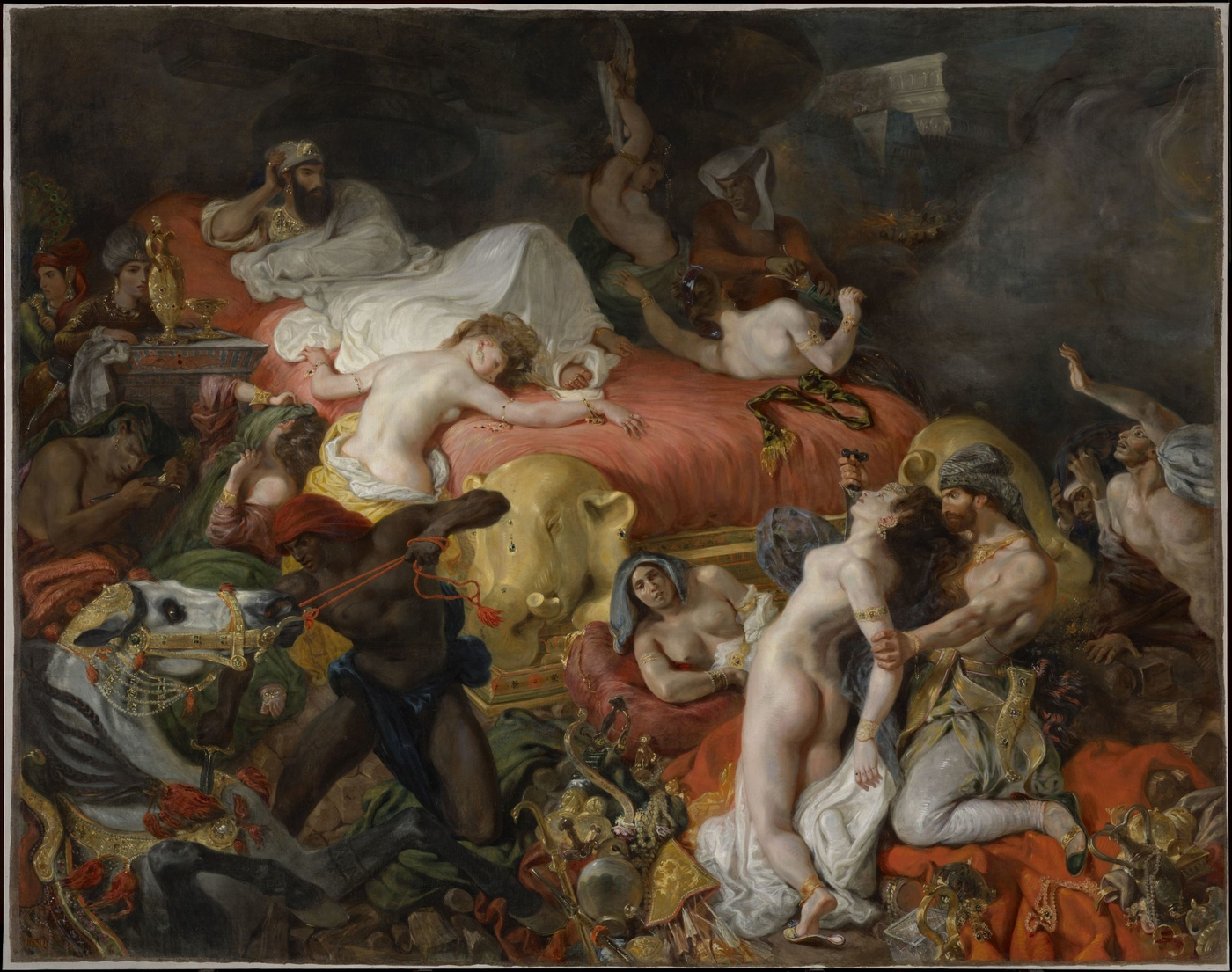
薩達那帕拉之死（1827年、羅浮宮美術館所藏） "La Mort de Sardanapale"
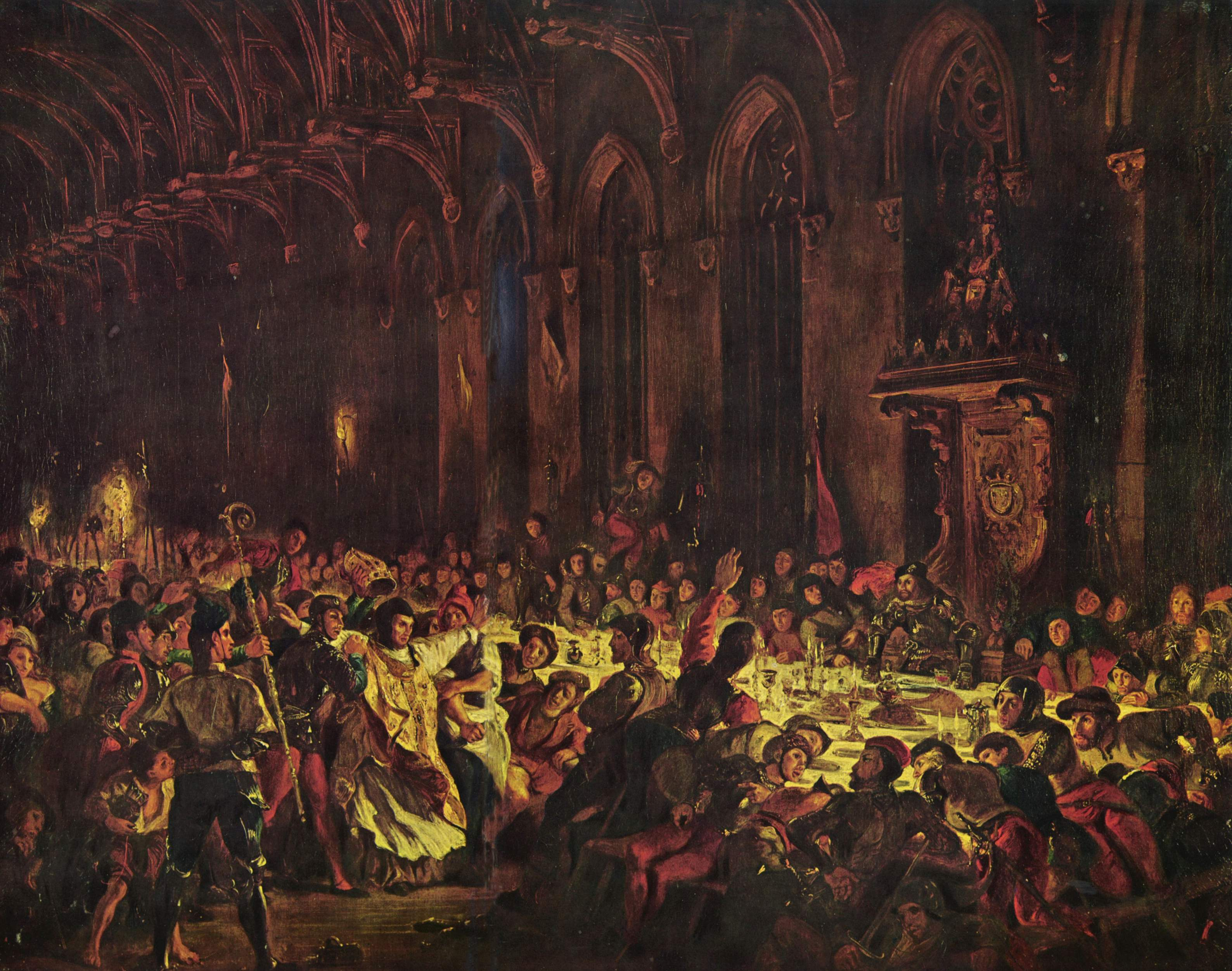
暗殺列日牧師（1829年、羅浮宮美術館所藏） "L'Assassinat de l'évêque de Liège"
領導民眾的自由女神（1830年、羅浮宮美術館所藏） "La Liberté guidant le peuple"
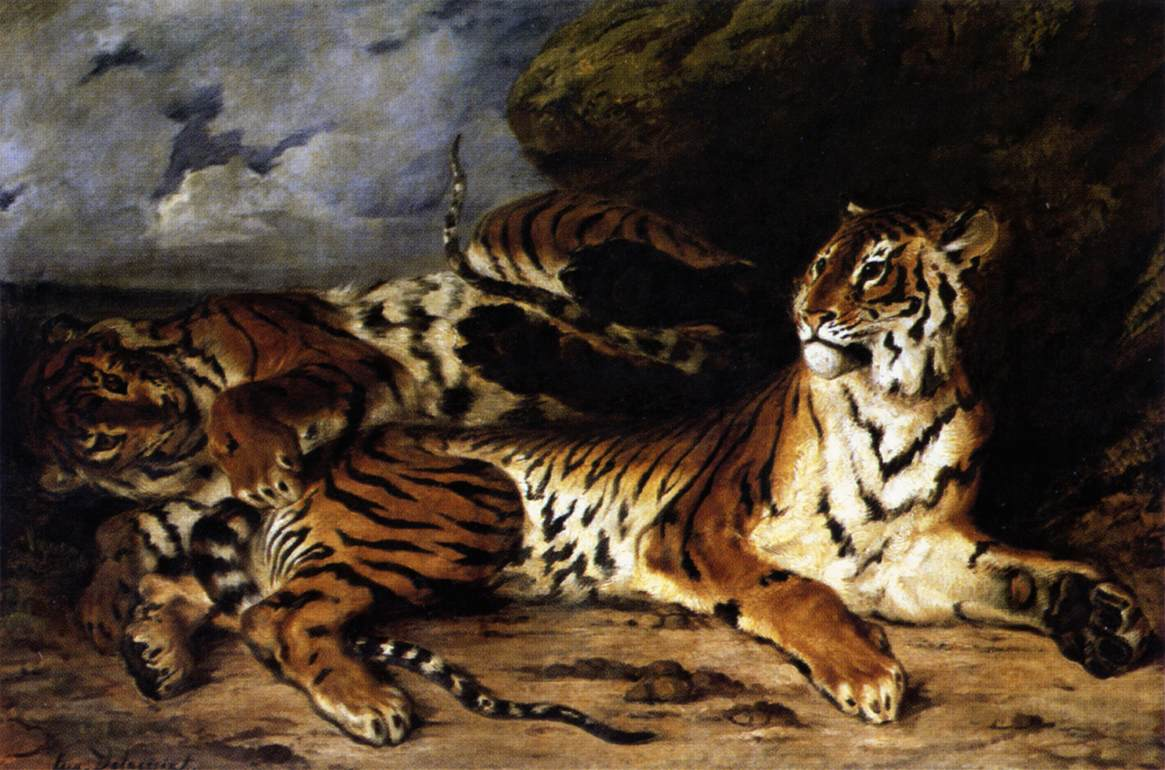
嬉戲中的母虎與幼虎（1831年、羅浮宮美術館所藏） "Jeune tigre jouant avec sa mère"
阿爾及爾的女人（1834年、羅浮宮美術館所藏） "Femmes d'Alger dans leur appartement"
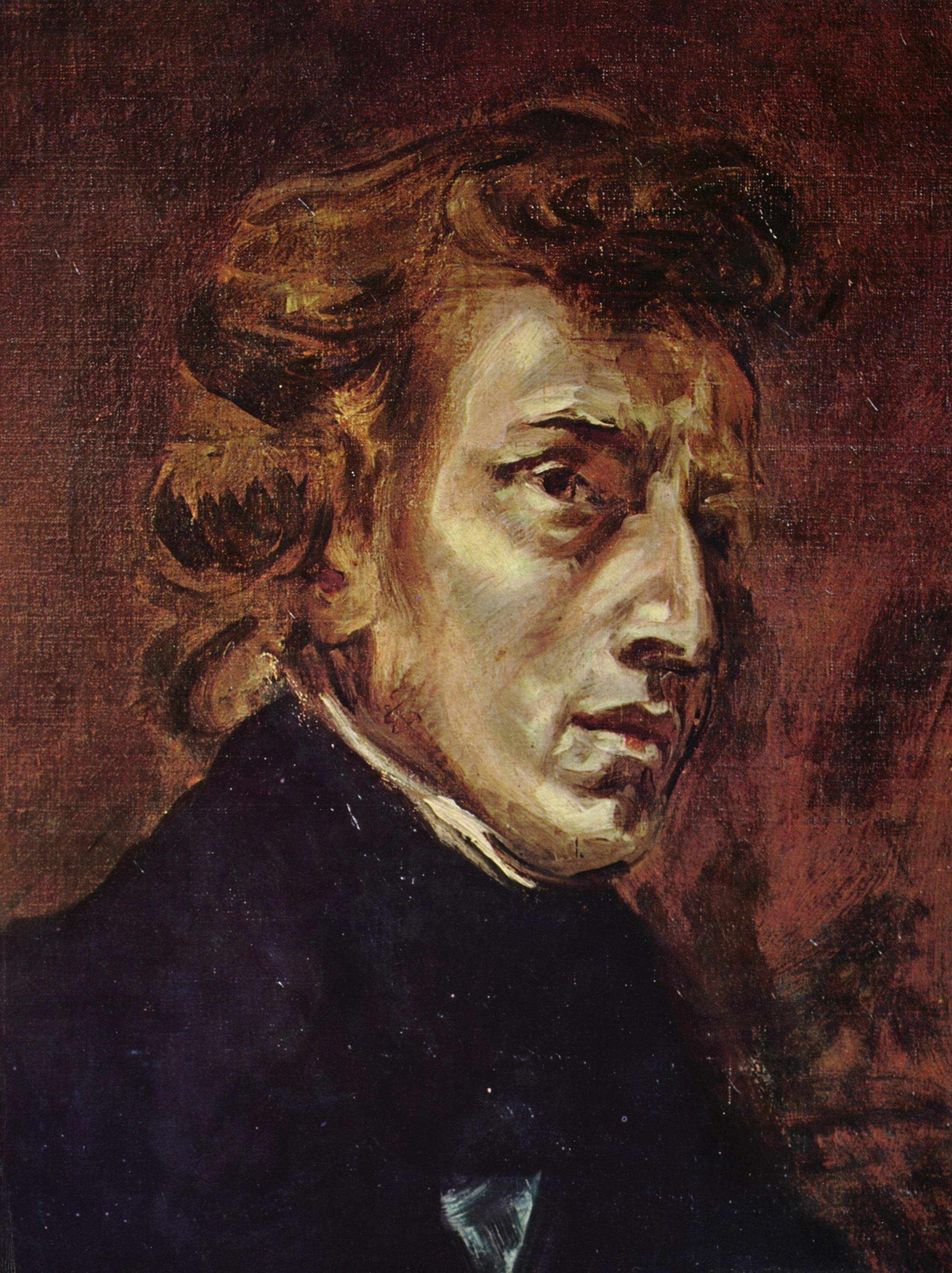
肖邦畫像（1838年、羅浮宮美術館所藏） "Portrait de Chopin"
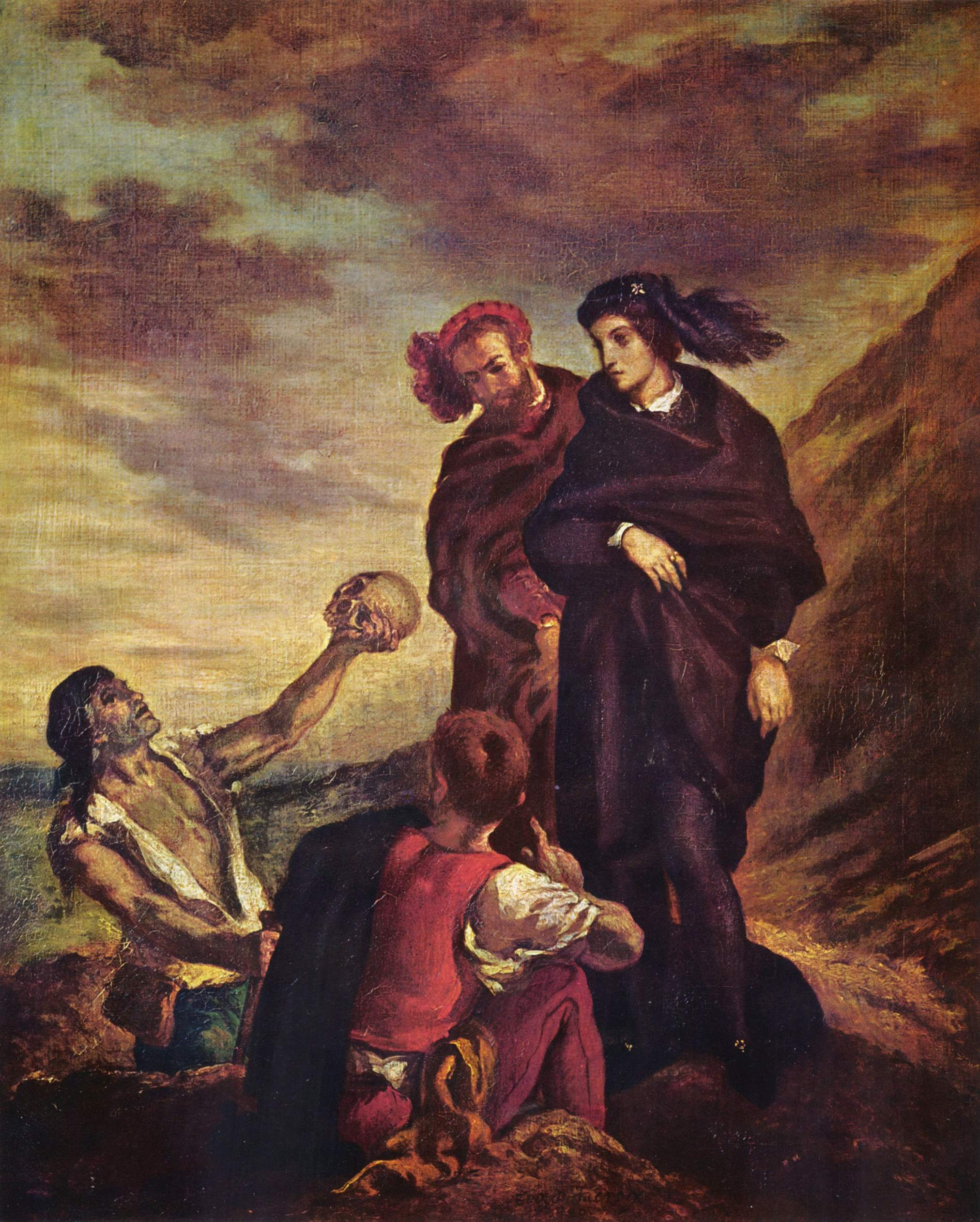
在墓地的哈姆雷特和赫瑞修 （1839年、羅浮宮美術館所藏） "Hamlet et Horatio au cimetière"
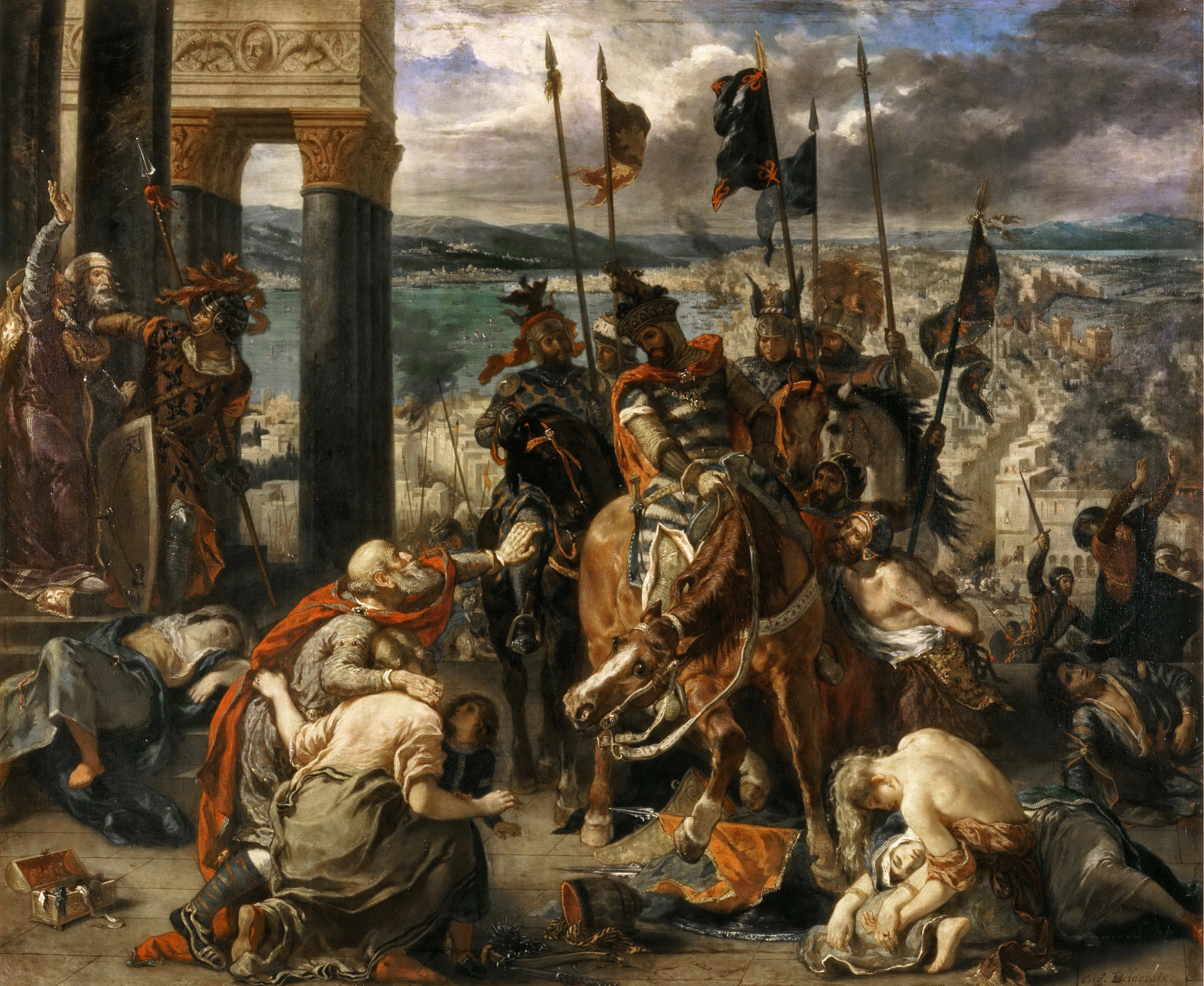
第四次十字軍東征的君士坦丁堡的入城（1841年、羅浮宮美術館所藏） "L'Entrée des croisés à Constantinople"
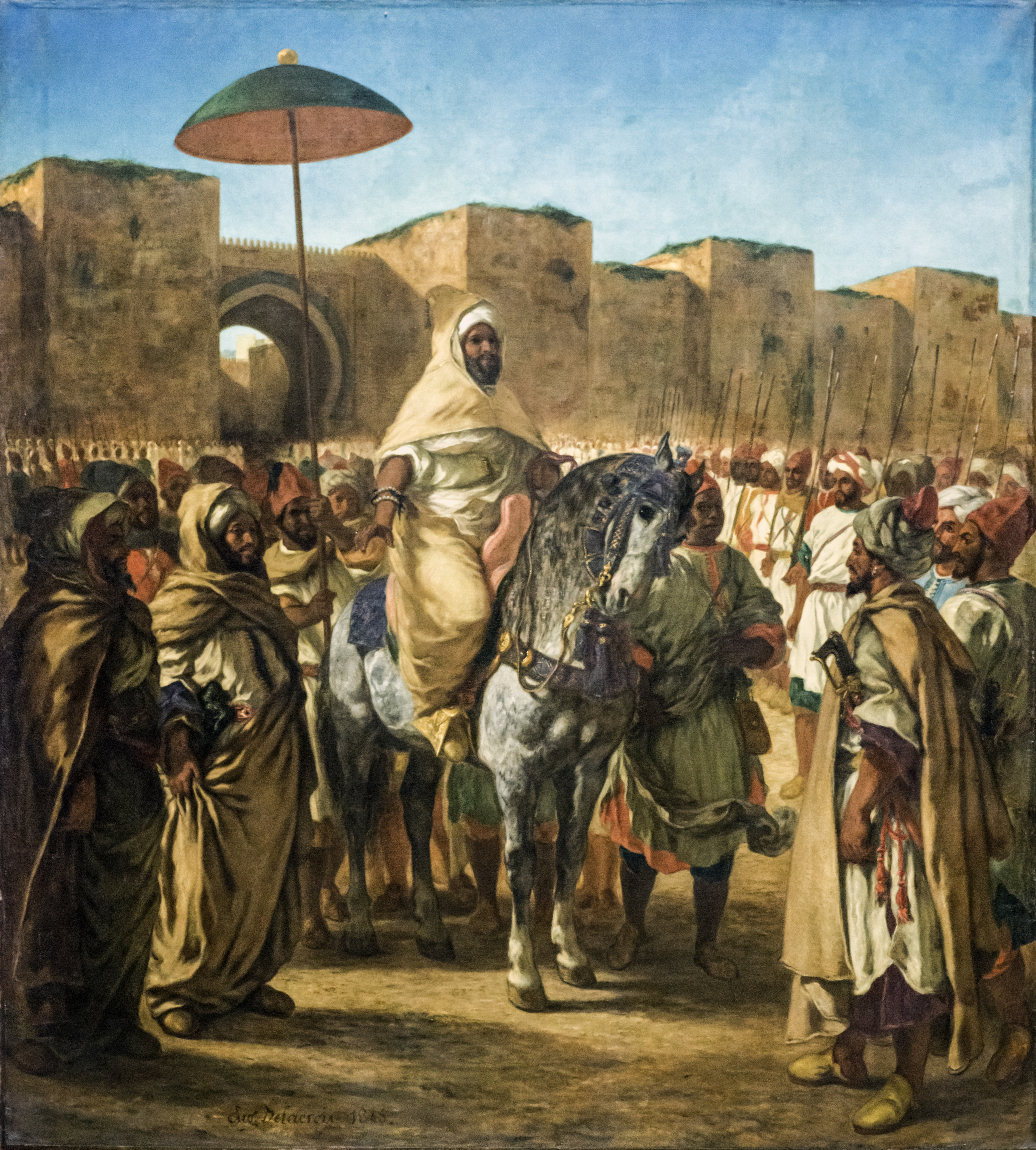
摩洛哥的蘇丹（1845年、奧古斯丁美術館所藏） "Le Sultan du Maroc entouré de sa garde"
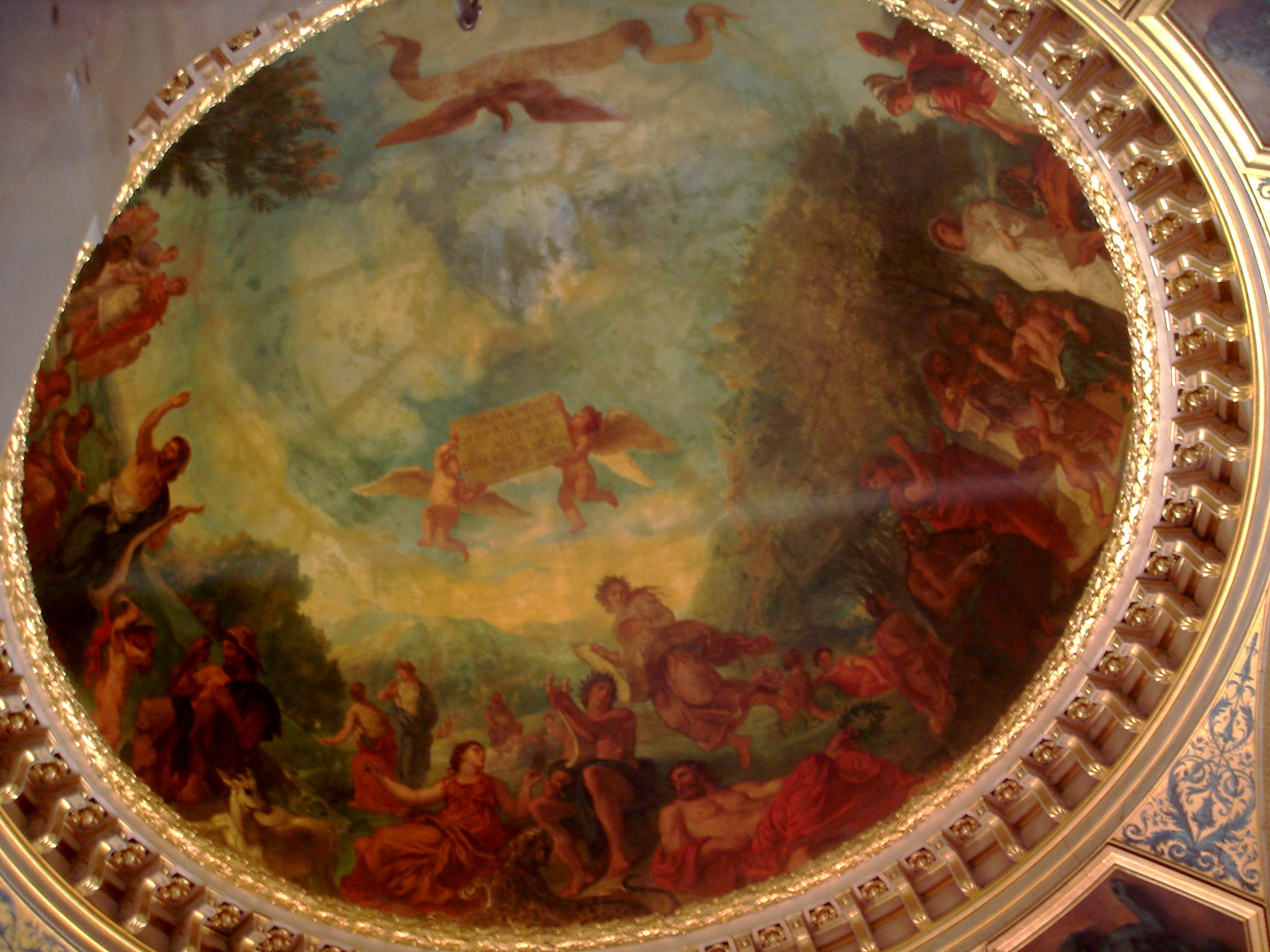
盧森堡宮圖書室的天頂畫 "Les Limbes"